# Gegants de Sant Medir
Els Gegants de Sant Medir són una parella de dos gegants, l'Estevet i la Tuies o Toietes, vinculats a la parròquia de Sant Medir, al barri de la Bordeta. És una parella que físicament s'allunya del model habitual de gegant clàssic, perquè té rostres i formes més aviat infantils, tot i representar personatges adults. Les figures originals, que feien al voltant de quatre metres, van veure la llum el 1979, fruit de la col·laboració entre Titelles Babi i un grup de gent de la parròquia que volien uns gegants per poder-los treure a les dates assenyalades.
L'any 1984, gràcies als mateixos constructors, arribà el fill de la parella, el gegantó Medir, o Pere Massegod o Medinet (el nom ha anat variant segons el moment i la colla que se n'encarregava).
La vida inicial d'aquesta família de gegants va ser ben curta. Després d'uns quants anys de balls i sortides, el grup de la parròquia es va dissoldre i quedaren arraconats fins al 1989, quan la colla El Drac d'Or de l'Hospitalet de Llobregat els va recuperar i els va compondre una mica perquè poguessin tornar a sortir. Malgrat tot, ho van fer ben poques vegades perquè eren molt feixucs i feien de mal portar.
L'any 2009 es va formar un nou grup a la parròquia interessat novament en els gegants i els demanaren al Drac d'Or, que els havia custodiats fins aleshores. Veient-ne l'estat de deteriorament i la dificultat de portar-los i fer-los ballar, la nova colla va decidir de fer-ne unes rèpliques, tasca que s'encarregà a l'artista Pere Estadella. Tot amb tot, els caps de les figures originals es conserven a l'Arxiu Històric de Sants.
Els Gegants de Sant Medir nous es van estrenar el mes de setembre del 2009 i des de llavors és força habitual de veure'ls dansar amb els geganters de Sants a les festes de la parròquia, del barri i a més cercaviles i trobades geganteres de la ciutat.

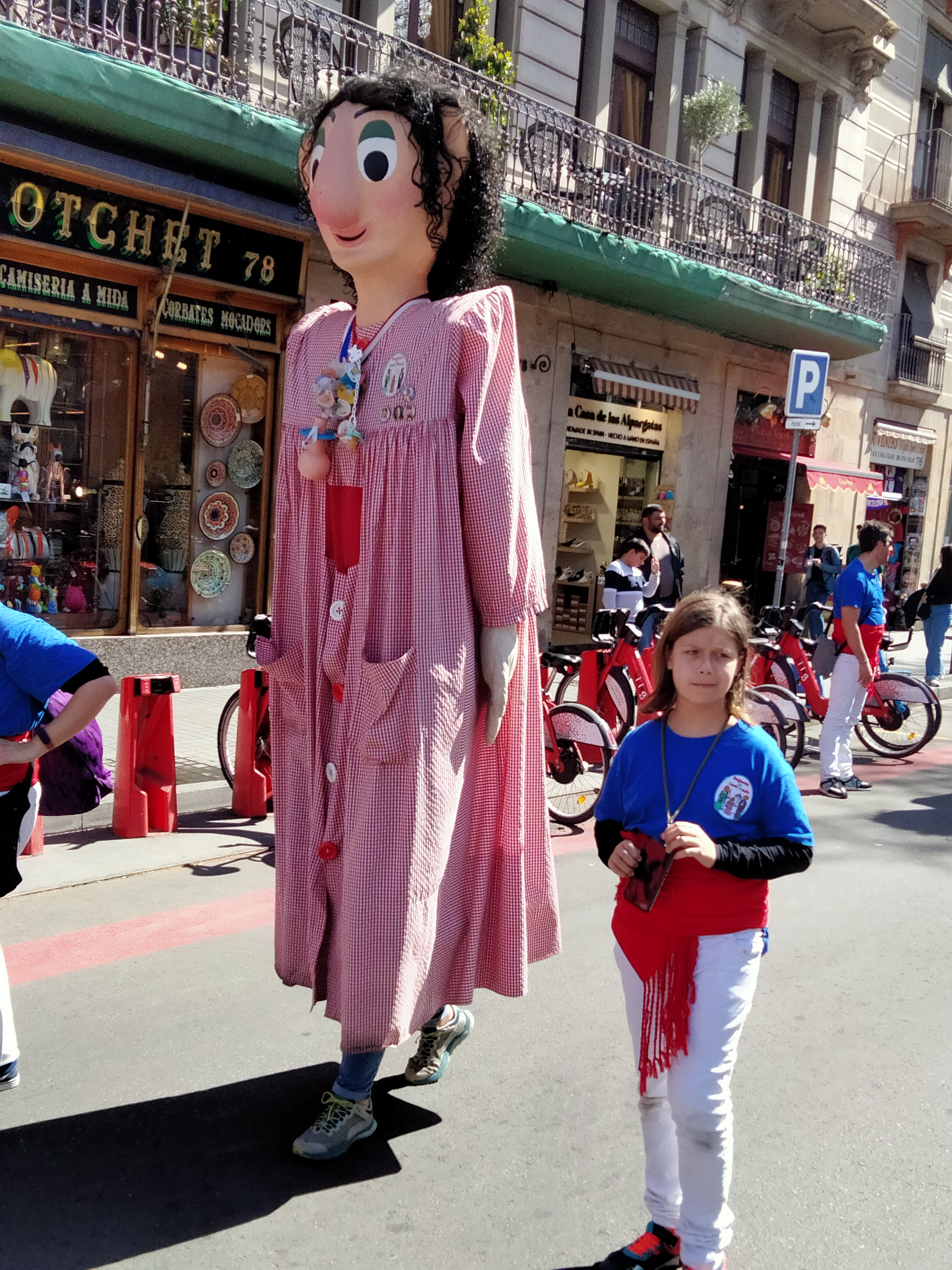
Medinet
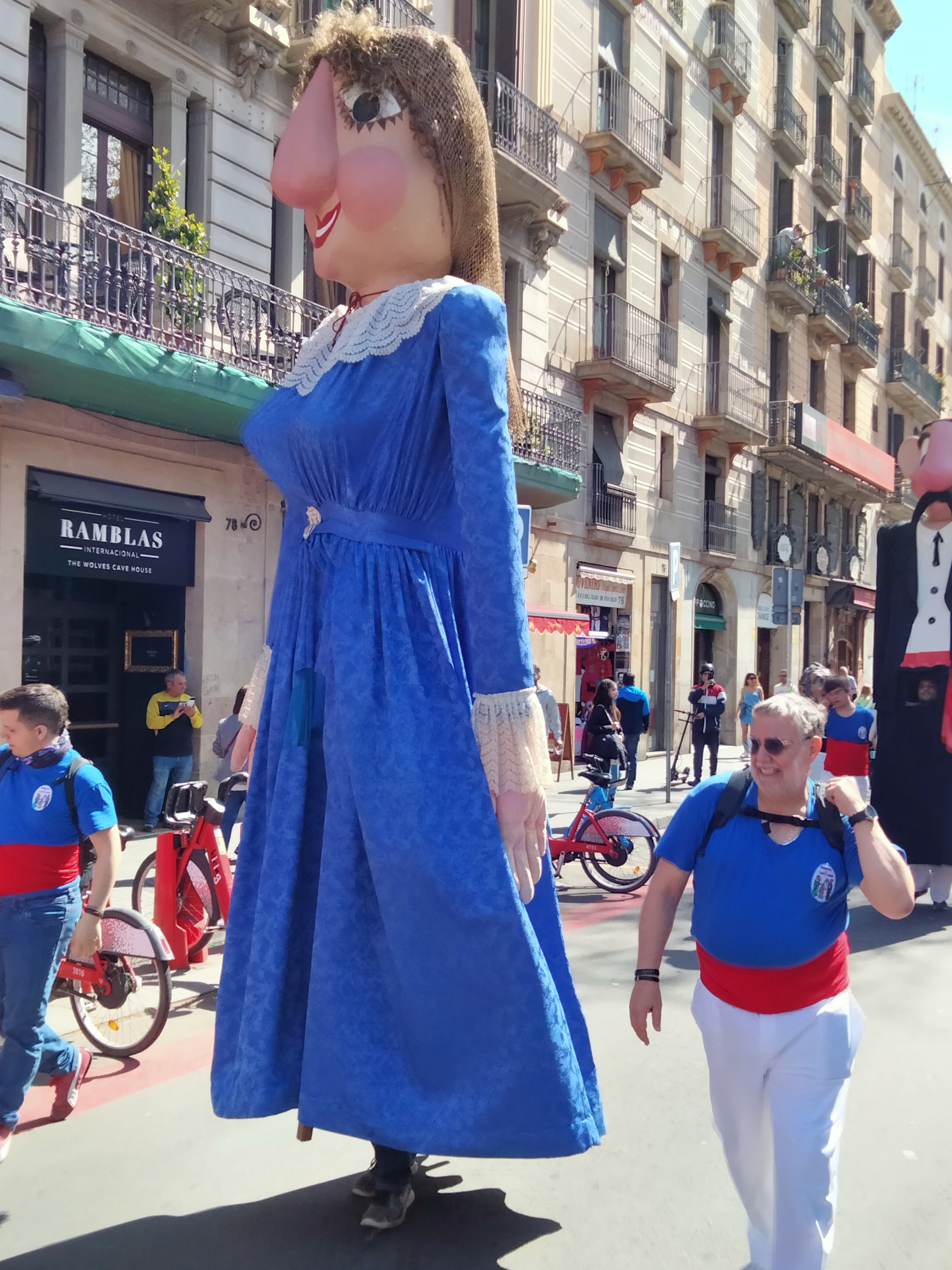
Tuies
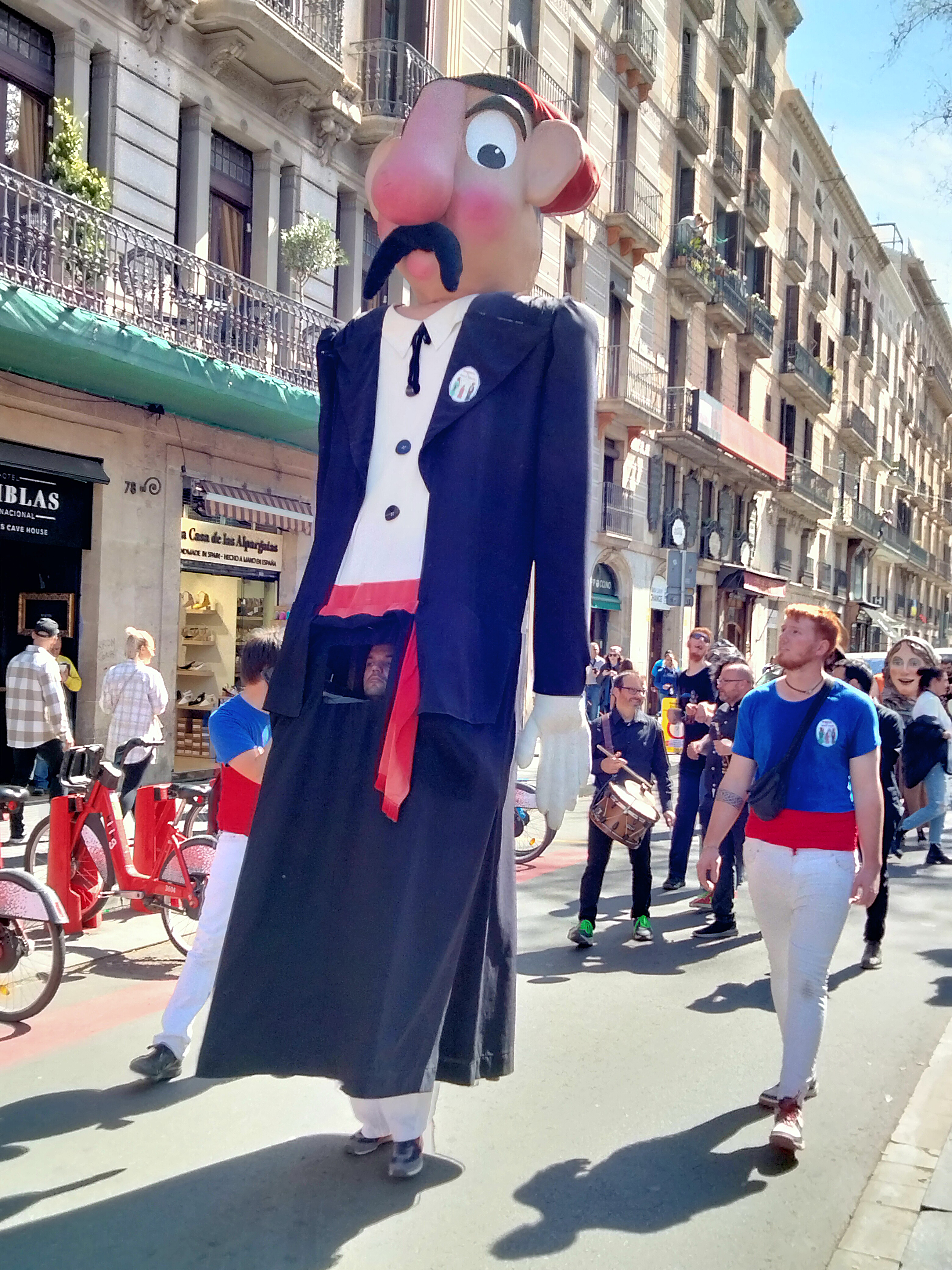
Estevet